# Hamza Mansouri
Pour les articles homonymes, voir Mansouri.
Hamza Mansouri, né le 13 avril 1999, est un coureur cycliste algérien.

## Biographie
Chez les juniors, Hamza Mansouri devient de multiples reprises champion d'Afrique, et champion d'Algérie. Il effectue par ailleurs un stage au sein du Centre mondial du cyclisme, tout en représentant son pays aux championnats du monde. Les années suivantes, il poursuit sa carrière avec l'équipe Sovac. Bon rouleur, il obtient de nouveaux titres de champion national. Il remporte également le classement général du Tour des Aéroports en 2018, ou encore une étape du Tour du Faso en novembre 2019. 
En 2021, il est sacré champion d'Afrique du contre-la-montre dans la catégorie des espoirs. Il s'impose ensuite sur le Tour d'Algérie en 2022. Dans le même temps, il continue de participer à des compétitions internationales avec la sélection nationale algérienne. Il devient ainsi champion d'Afrique du contre-la-montre par équipes en 2023.

## Palmarès sur route

### Par année
- 2015
  -  Champion arabe du contre-la-montre cadets
  - 2e du championnat d'Algérie sur route cadets
- 2016
  -  Champion d'Afrique sur route juniors
  -  Champion d'Algérie sur route juniors
  -  Champion d'Algérie du contre-la-montre juniors
  -  3e du championnat d'Afrique du contre-la-montre juniors
- 2017
  -  Champion d'Afrique sur route juniors
  -  Champion d'Afrique du contre-la-montre juniors
  -  Champion d'Afrique du contre-la-montre par équipes juniors
  -  Champion arabe du contre-la-montre juniors
  - 2e de Martigny-Mauvoisin juniors
- 2018
  -  Champion d'Algérie du contre-la-montre espoirs
  - 1re étape du Tour de Mostaganem
  - Tour des Aéroports :
    - Classement général
    - 6e étape

  - 2e du championnat d'Algérie du contre-la-montre
- 2019
  -  Champion d'Algérie du contre-la-montre espoirs
  - 8e étape du Tour du Faso
  - 1re étape du Grand Prix du Chahid Didouche Mourad
  - 3e du Grand Prix du Chahid Didouche Mourad
- 2021
  -  Champion d'Afrique du contre-la-montre espoirs
  -  Champion d'Algérie du contre-la-montre espoirs
  -  3e du championnat d'Afrique du contre-la-montre par équipes
- 2022
  - 7e épreuve du Challenge Spécial Ramadan
  - Tour d'Algérie :
    - Classement général
    - 4e et 6e (contre-la-montre) étapes

  - 2e du Challenge Spécial Ramadan
  - 3e du championnat d'Algérie du contre-la-montre
  -  3e du championnat d'Afrique du contre-la-montre par équipes
- 2023
  -  Champion d'Afrique du contre-la-montre par équipes
  - 3e étape du Grand Prix d'El Malah
- 2024
  - 1re étape du Tour international des Zibans (contre-la-montre)
  - 2e du championnat d'Algérie du contre-la-montre
- 2025
  - 2e du championnat d'Algérie sur route
  - 3e du championnat d'Algérie du contre-la-montre

### Classements mondiaux
| Année                                 | 2018  | 2019  | 2020  | 2021 | 2022 | 2023  | 2024  |
| ------------------------------------- | ----- | ----- | ----- | ---- | ---- | ----- | ----- |
| Classement mondial                    | 1586e | 1820e | 1357e | 684e | 969e | 1554e | 1393e |
| UCI Africa Tour                       | 101e  | 107e  | 53e   | 27e  | 44e  | 90e   | 99e   |
|                                       |       |       |       |      |      |       |       |
| Légende : nc = non classéSource : UCI |       |       |       |      |      |       |       |

## Palmarès sur piste

### Championnats d'Afrique
- 2017
  -  Médaillé d'argent de l'omnium juniors
  -  Médaillé de bronze de la vitesse juniors
  -  Médaillé de bronze du keirin juniors

## Palmarès en VTT

### Championnats arabes
- 2017
  -  Champion arabe de cross-country espoirs[4]